# Boulzicourt
Boulzicourt est une commune française située dans le département des Ardennes, en région Grand Est.

## Géographie
| Saint-Pierre-sur-Vence |                     | Saint-Marceau    |
|                        | Boulzicourt         |                  |
| Yvernaumont            | Villers-sur-le-Mont | Balaives-et-Butz |

Ce petit bourg est situé dans la partie nord-ouest des Ardennes.
La commune s'étend sur 6,7 km²  Avec une densité de 140 habitants par km², 
Entouré par les communes de Saint-Pierre-sur-Vence, Saint-Marceau et Balaives-et-Butz, Boulzicourt est située à 9 km au sud-ouest de Charleville-Mézières la plus grande ville aux alentours.
Situé à 165 mètres d'altitude, la rivière la Vence et le ruisseau de Damru sont les principaux cours d'eau qui traversent la commune de Boulzicourt.

### Hydrographie
La commune est dans le bassin versant de la Meuse au sein du bassin Rhin-Meuse. Elle est drainée par la Vence et le ruisseau de Damru,.
La Vence, d'une longueur de 33 km, prend sa source dans la commune de Launois-sur-Vence et se jette  dans la Meuse à Charleville-Mézières, après avoir traversé 13 communes.

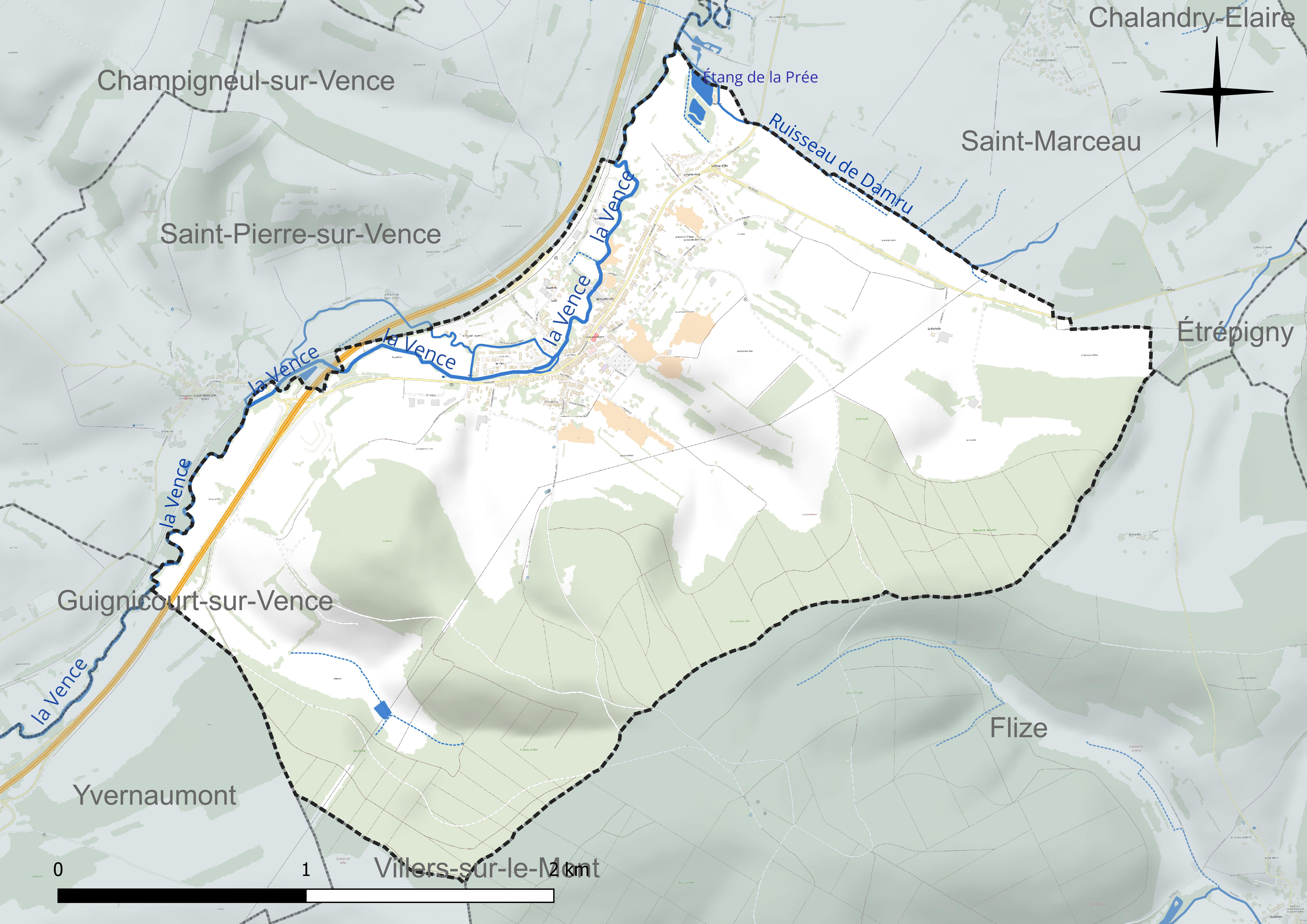
Réseau hydrographique de Boulzicourt.

Un plan d'eau complète le réseau hydrographique : l'étang de la Prée, d'une superficie totale de 0,8 ha (0,7 ha sur la commune),.

### Climat
Pour des articles plus généraux, voir Climat du Grand Est et Climat des Ardennes.
En 2010, le climat de la commune est de type climat de montagne, selon une étude du Centre national de la recherche scientifique s'appuyant sur une série de données couvrant la période 1971-2000. En 2020, Météo-France publie une typologie des climats de la France métropolitaine dans laquelle la commune est exposée à un climat océanique altéré et est dans une zone de transition entre les régions climatiques « Nord-est du bassin Parisien » et « Lorraine, plateau de Langres, Morvan ».
Pour la période 1971-2000, la température annuelle moyenne est de 10,1 °C, avec une amplitude thermique annuelle de 15,8 °C. Le cumul annuel moyen de précipitations est de 967 mm, avec 13,5 jours de précipitations en janvier et 9,6 jours en juillet. Pour la période 1991-2020, la température moyenne annuelle observée sur la station météorologique de Météo-France la plus proche, « Charleville-Méz. », sur la commune de Charleville-Mézières à 9 km à vol d'oiseau, est de 9,9 °C et le cumul annuel moyen de précipitations est de 928,4 mm. 
La température maximale relevée sur cette station est de 39,2 °C, atteinte le 25 juillet 2019 ; la température minimale est de −17,5 °C, atteinte le 1er janvier 1997,,.
Les paramètres climatiques de la commune ont été estimés pour le milieu du siècle (2041-2070) selon différents scénarios d'émission de gaz à effet de serre à partir des nouvelles projections climatiques de référence DRIAS-2020. Ils sont consultables sur un site dédié publié par Météo-France en novembre 2022.

## Urbanisme

### Typologie
Au 1er janvier 2024, Boulzicourt est catégorisée bourg rural, selon la nouvelle grille communale de densité à 7 niveaux définie par l'Insee en 2022.
Elle est située hors unité urbaine. Par ailleurs la commune fait partie de l'aire d'attraction de Charleville-Mézières, dont elle est une commune de la couronne,. Cette aire, qui regroupe 132 communes, est catégorisée dans les aires de 50 000 à moins de 200 000 habitants,.

### Occupation des sols
L'occupation des sols de la commune, telle qu'elle ressort de la base de données européenne d’occupation biophysique des sols Corine Land Cover (CLC), est marquée par l'importance des territoires agricoles (52,3 % en 2018), une proportion identique à celle de 1990 (52,3 %). La répartition détaillée en 2018 est la suivante : 
forêts (39,7 %), prairies (33,1 %), terres arables (19,2 %), zones urbanisées (7,9 %). L'évolution de l’occupation des sols de la commune et de ses infrastructures peut être observée sur les différentes représentations cartographiques du territoire : la carte de Cassini (XVIIIe siècle), la carte d'état-major (1820-1866) et les cartes ou photos aériennes de l'IGN pour la période actuelle (1950 à aujourd'hui).

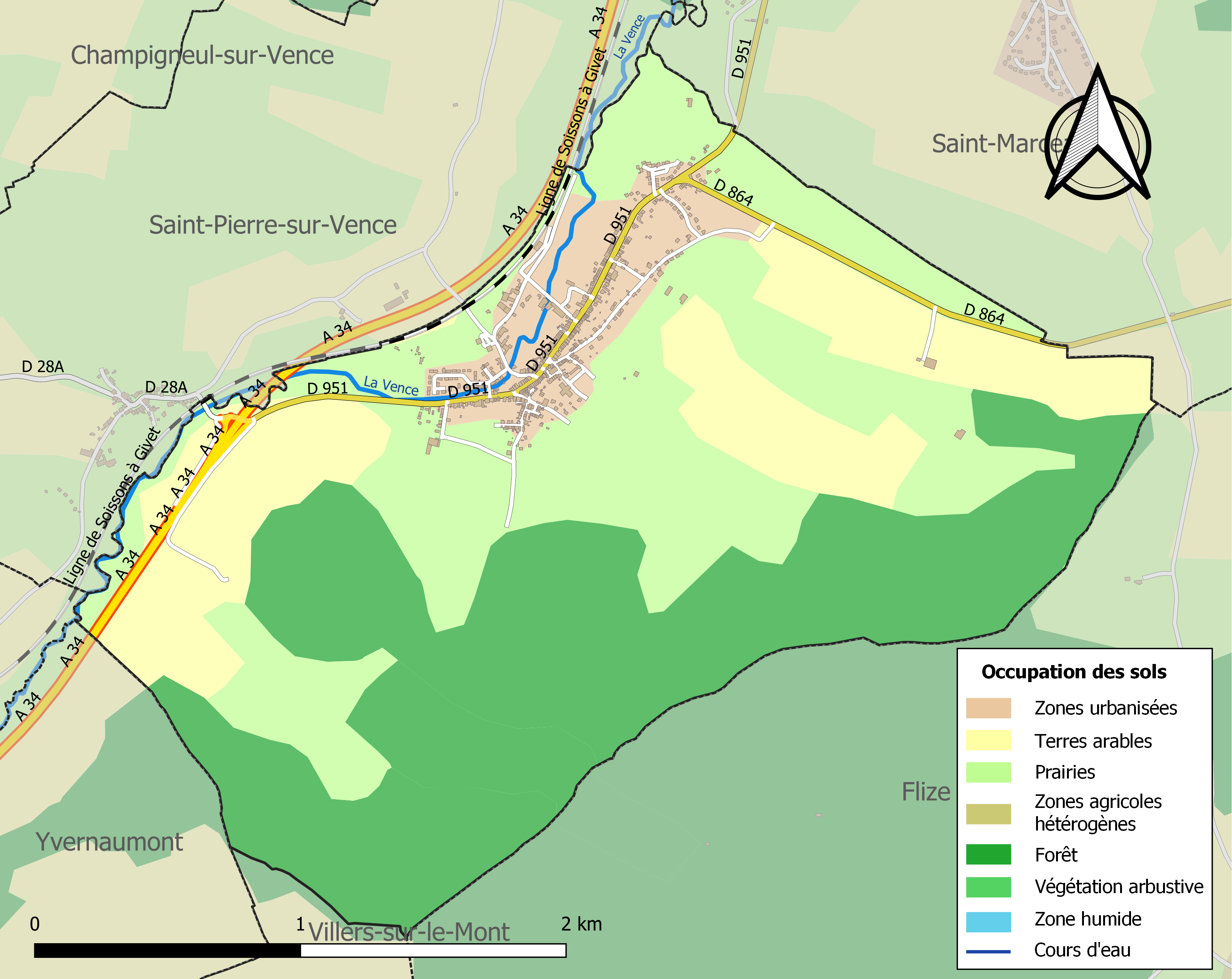
Carte des infrastructures et de l'occupation des sols de la commune en 2018 (CLC).

## Toponymie
- Peut-être d'un nom de personne germanique Boselinus traité comme Bolesinus suivi du latin Cortem. Ou bien du gallo-romain Bullisius (du Gaulois Bullius) + Cortem.
- Bolezeicurt (1239), Bolisecourt (1258), Boulesicourt (1257 et 1280), Boulesicour (1331), Bourzicourt (1383), Boulezicourt (1383-1408) Boulzicourt (1793).

## Histoire
Réputée pour sa vente de balais et pour le célèbre écrivain René Daumal né dans une maison de la Rue de la République (route nationale).[réf. nécessaire]

## Politique et administration
| Période                                  | Période                   | Identité                                      | Étiquette | Qualité           |
| ---------------------------------------- | ------------------------- | --------------------------------------------- | --------- | ----------------- |
| Les données manquantes sont à compléter. |                           |                                               |           |                   |
| 1949                                     | ?                         | Germain Baelden                               | SFIO      | Agriculteur       |
| mars 2001                                | mars 2008                 | Francis Saude                                 |           |                   |
| mars 2008                                | En cours (au 23 mai 2020) | Pascal Mauroy, Réélu pour le mandat 2020-2026 |           | Agent de maîtrise |

## Démographie
L'évolution du nombre d'habitants est connue à travers les recensements de la population effectués dans la commune depuis 1793. Pour les communes de moins de 10 000 habitants, une enquête de recensement portant sur toute la population est réalisée tous les cinq ans, les populations de référence des années intermédiaires étant quant à elles estimées par interpolation ou extrapolation. Pour la commune, le premier recensement exhaustif entrant dans le cadre du nouveau dispositif a été réalisé en 2007.

En 2022, la commune comptait 971 habitants, en évolution de +1,04 % par rapport à 2016 (Ardennes : −2,97 %, France hors Mayotte : +2,11 %).
| 1793 | 1800 | 1806 | 1821 | 1831 | 1836 | 1841 | 1846 | 1851 |
| ---- | ---- | ---- | ---- | ---- | ---- | ---- | ---- | ---- |
| 410  | 449  | 420  | 479  | 709  | 772  | 794  | 834  | 908  |

| 1866  | 1872  | 1876  | 1881  | 1886  | 1891  | 1896  | 1901  | 1906  |
| ----- | ----- | ----- | ----- | ----- | ----- | ----- | ----- | ----- |
| 1 098 | 1 170 | 1 130 | 1 149 | 1 119 | 1 126 | 1 070 | 1 083 | 1 026 |

| 1911  | 1921  | 1926 | 1931 | 1936 | 1946 | 1954 | 1962 | 1968 |
| ----- | ----- | ---- | ---- | ---- | ---- | ---- | ---- | ---- |
| 1 091 | 1 041 | 987  | 975  | 960  | 869  | 961  | 989  | 881  |

| 1975 | 1982 | 1990  | 1999  | 2006 | 2007 | 2012 | 2017 | 2022 |
| ---- | ---- | ----- | ----- | ---- | ---- | ---- | ---- | ---- |
| 921  | 825  | 1 006 | 1 003 | 960  | 954  | 959  | 958  | 971  |

## Lieux et monuments
- L'église Saint-Michel des XVe et XVIe siècles.
- L'ancien presbytère situé derrière l'église, Rue du Cimetière.
- La chapelle Saint-Walfroy.
- La maison natale de René Daumal, au 62 Rue de la République.
- La maison Kleiber, transformée en mairie en 1871.

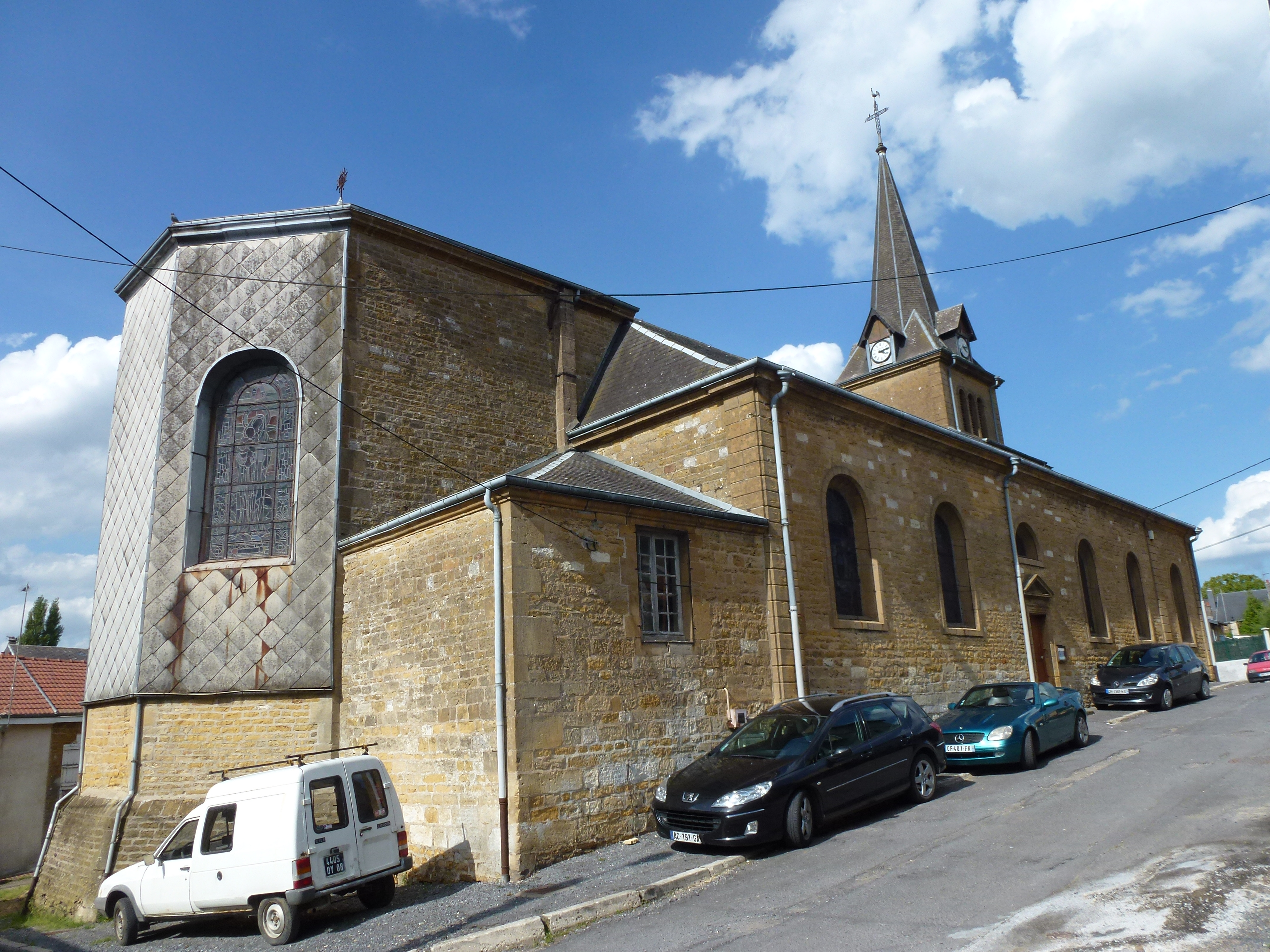
Église Saint-Michel.
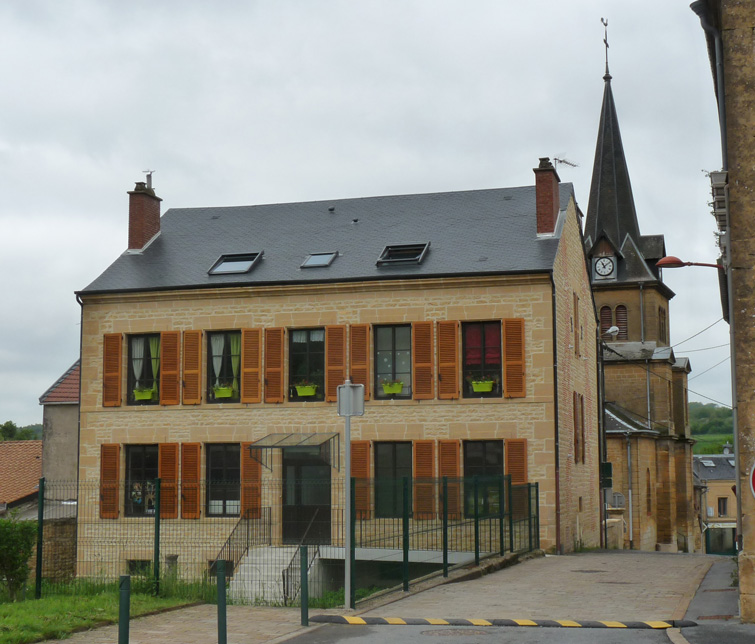
Ancien presbytère.
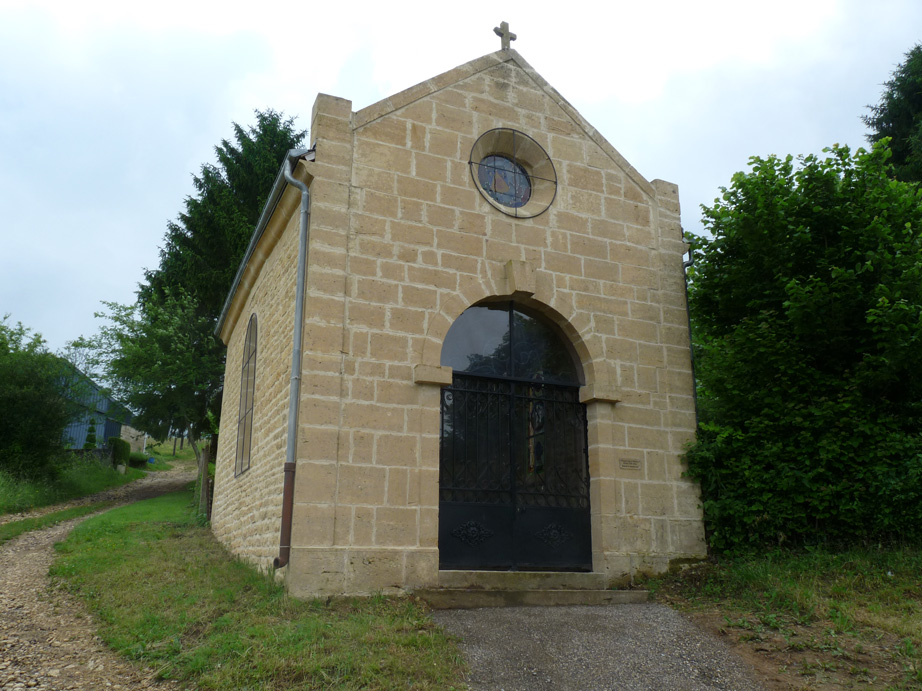
Chapelle Saint-Walfroy.
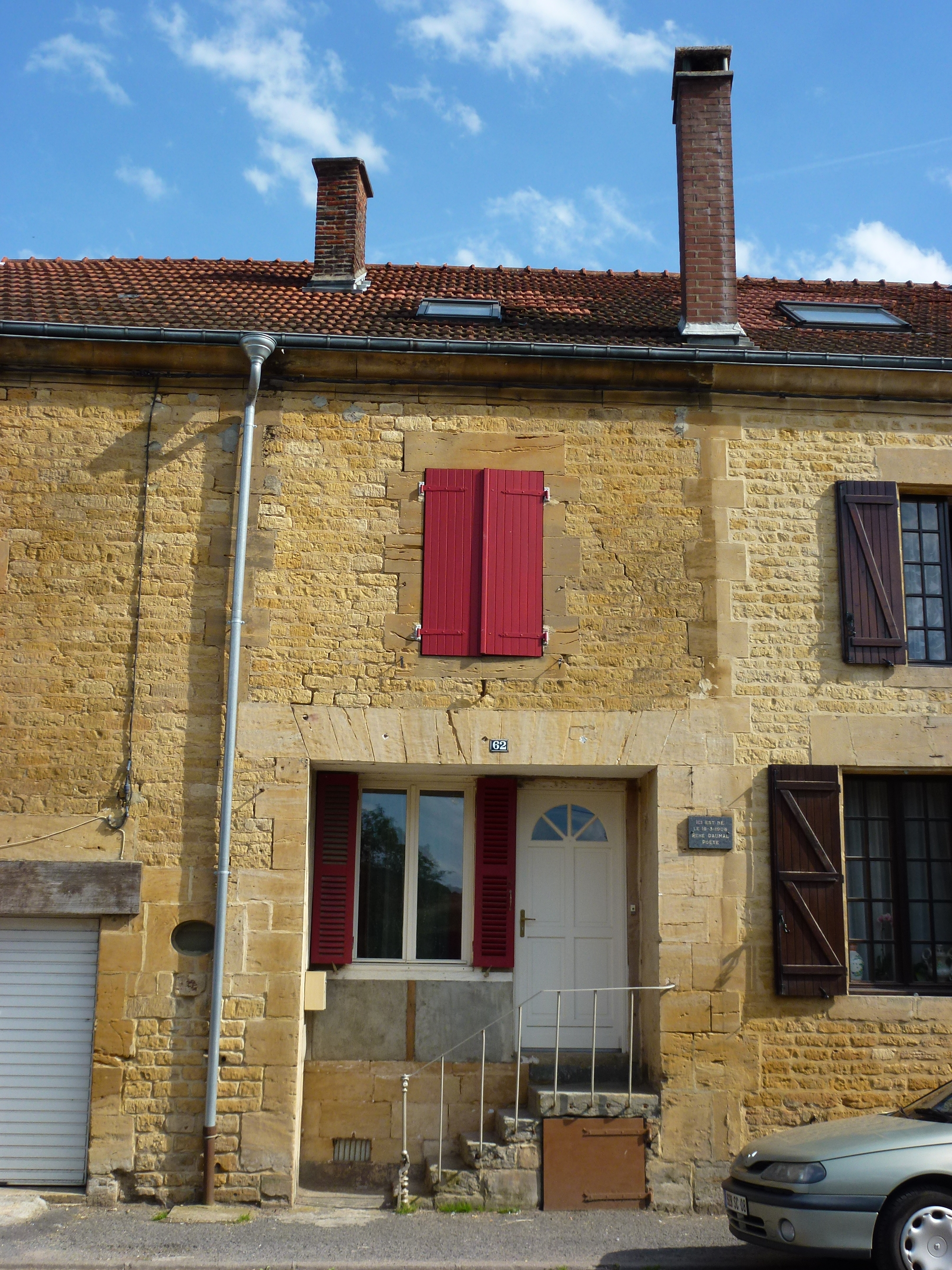
Maison natale de René Daumal.
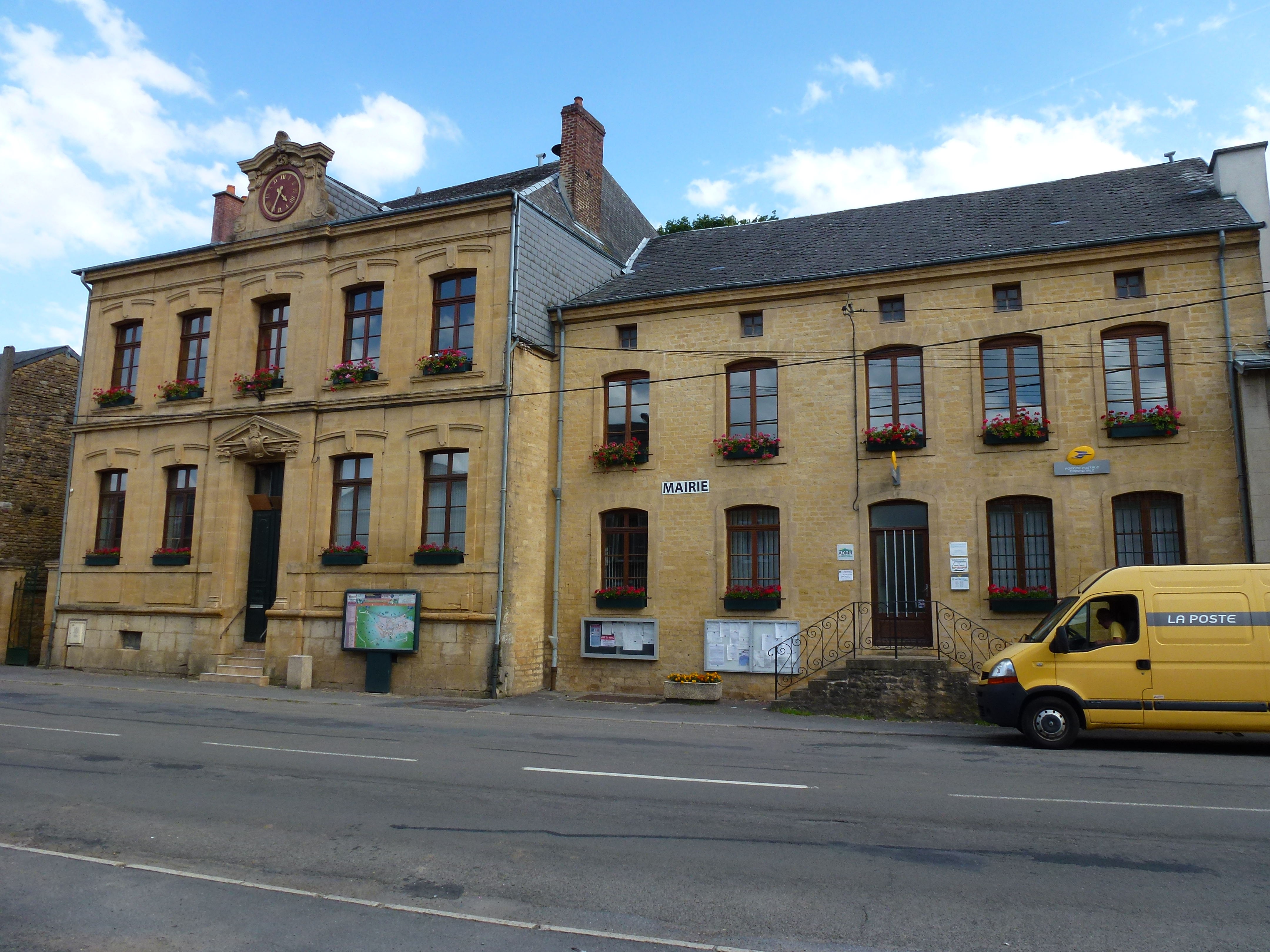
Mairie et bureau de poste.
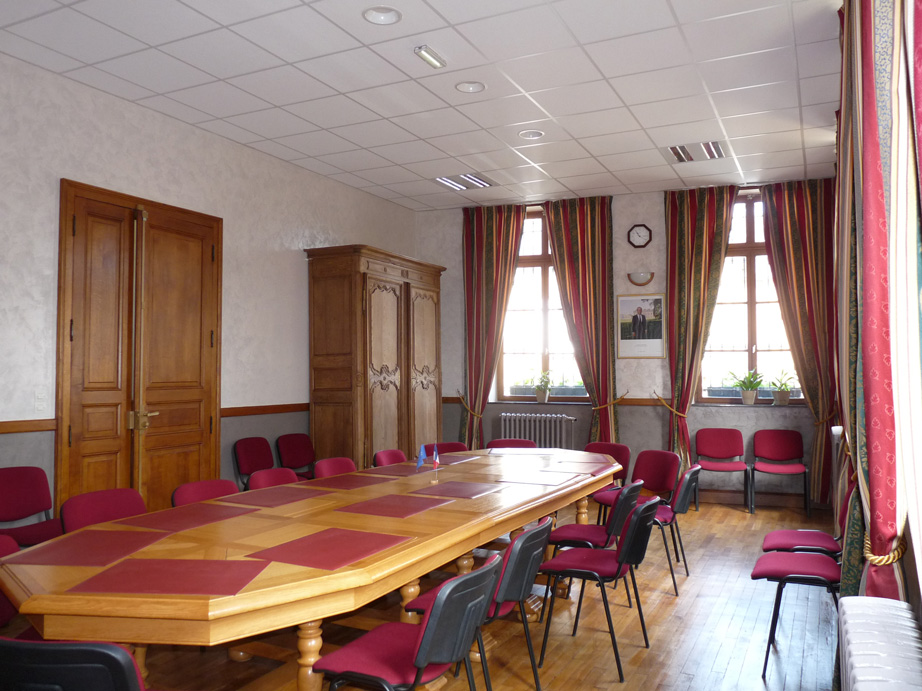
Salle du conseil municipal.
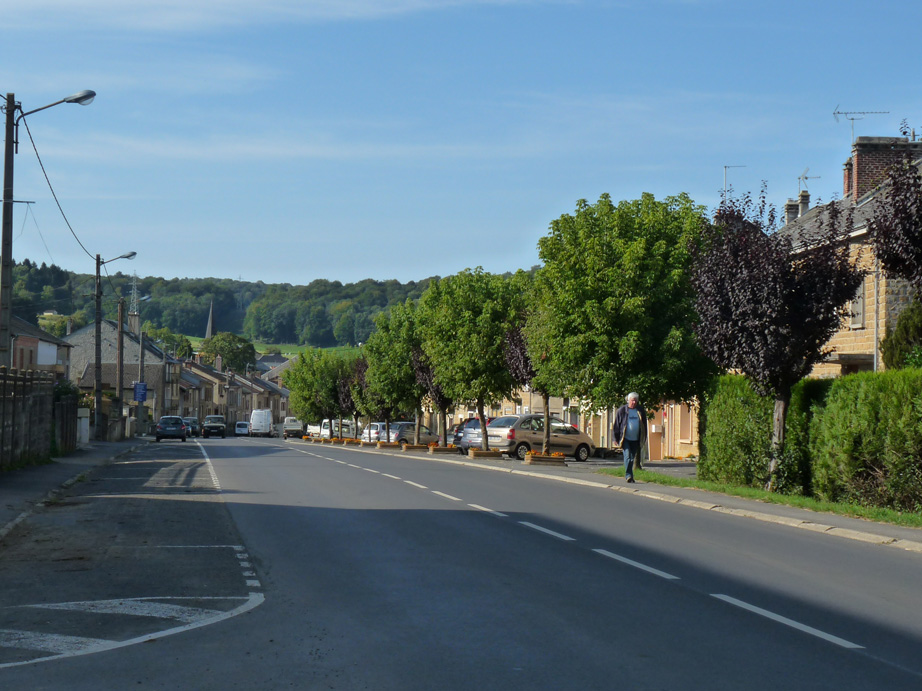
Rue de la Halbotine (ex-route nationale).

## Personnalités liées à la commune
- Charles Gilmer, théologien et universitaire champenois, né à Boulzicourt vers l'année 1530 et mort à Paris en 1593.
- René Daumal, écrivain français né à Boulzicourt en 1908 et décédé à Paris en 1944.

## Héraldique
| Blason de Boulzicourt | Blason  | D'or à la tête de lion arrachée de gueules, chapé d'azur, chargé de deux fleurs de lis d'or, le tout sommé d'un chef de gueules chargé de trois étoiles d'or. |
| Blason de Boulzicourt | Détails | Le statut officiel du blason reste à déterminer. |